# John Winiarz
John Winiarz (* 1952 in Saint-Boniface/Manitoba) ist ein kanadischer Komponist und Musikpädagoge.

## Leben
Winiarz studierte Komposition an der Musikschule der University of Manitoba bei Robert Turner, elektroakustische Musik am Konservatorium von Toronto bei Ann Southam und an der Musikfakultät der McGill University bei Alcides Lanza, John Rea, Bruce Mather und Bengt Hambraeus. 1990 nahm er an den Darmstädter Ferienkursen teil, 1993 am Festival Synthèse in Bourges. Seit 1979 unterrichtete er u. a. an der Musikfakultät der Concordia University, an Liberal Arts Colleges und am Office of the Dean of Fine Arts der University of Victoria neben anderem zeitgenössische Komposition, Geschichte der westlichen Musik sowie Musiktheorie und Gehörtraining in klassischer und in elektroakustischer Musik.
In seinen Kompositionen verbindet Winiarz musikalisches Material unterschiedlicher Kulturen, Stilrichtungen und historischer Perioden. Sein besonderes Interesse gilt dabei der Mikrotonalität, Symbolic Music und Directed Improvisation. Er war erfolgreich bei Wettbewerben der CBC, der SOCAN, der niederländischen Gaudeamus Foundation und der ERT, und seine Werke wurden bei Konzerten und Festivals in Frankreich, Griechenland, Italien, Japan und den USA aufgeführt. 1991 war er Gastkomponist des Festival Música Nova in São Paulo. In Montreal produzierte er eine Reihe von Konzerten mit eigenen Kompositionen unter dem Titel Winiarziana.